# Mohammed ben Nayef al-Saoed
Mohammed ben Neyef of Mohammed ben Nayef Salman of Mohammed ben Nayef al-Saoed (Arabisch: محمد بن نايف بن عبد العزيز آل سعود; Jeddah, 30 augustus 1959) is een Arabische prins. Hij was van 2015 tot 2017 Saoedi-Arabisch minister van Binnenlandse Zaken en eveneens van 2015 tot 2017 kroonprins van Saoedi-Arabië. Op 20 juni 2017 werd de zoon van de koning Mohammad bin Salman al-Saoed verkozen tot kroonprins door de Raad van Trouw (34 voor, 31 tegen). Waarom Bin Nayef de positie kwijtraakte is niet bekendgemaakt.

## Genealogie
Mohammed bin Nayef is de tweede zoon van Nayef bin Abdoel Aziz al-Saoed die zelf kroonprins was van Saoedi-Arabië tot zijn dood in 2012. Zijn oudere broer is Saoed bin Nayef Al Saoed die zelf ook een belangrijke rol heeft binnen Saoedi-Arabië. Zijn moeder is Al Jawhara bint Abdulaziz bin Musaed Al Jiluwi die afkomstig is uit een andere tak van de Saoed familie. Hij is de neef van de huidige koning Salman bin Abdoel Aziz en kleinzoon van de eerste koning Abdoel Aziz. Mohammed ben Nayef heeft twee kinderen, Lulu en Sara.

## Politieke carrière
Mohammed heeft gestudeerd in de VS, in het Lewis & Clark college in 1981 en behaalde een diploma van politicologie. Hij spreekt dan ook vloeiend Engels. Hij legde zich al zeer snel toe op bestrijding van terrorisme en kreeg tussen 1985 en 1988 een opleiding van de FBI en tussen 1992 en 1994 kreeg hij een opleiding anti-terrorisme van Scotland Yard. In het kader van deze opleidingen werd hij aangesteld als veiligheidsverantwoordelijke voor Saoedi-Arabië. In 2012 werd hij minister van binnenlandse zaken. Op 28 april 2015 werd hij door koning Salman benoemd tot de nieuwe kroonprins en verving daardoor Moekrin bin Abdoel Aziz al-Saoed als kroonprins. De benoeming werd in juni 2017 ingetrokken, samen met het einde van de portefeuilles van vicepremier en minister van Binnenlandse Zaken voor Mohammed ben Nayef.

## Visie
- Doordat Mohammed gestudeerd heeft in de Verenigde Staten, heeft hij goede banden met dat land en hij heeft in 2013 ontmoetingen gehad met zowel de Amerikaanse president Obama als de Engelse premier Cameron. Het lijkt er ook niet op dat hij de oliepolitiek van zijn land zou veranderen.
- Op buitenlands vlak heeft de kroonprins een sterke invloed op de hardere assertieve politiek van de prins en vooral de interventie in Jemen. Saoedi-Arabië wil de invloed van IS en Iran tegengaan.
- Op binnenlands vlak hanteert hij de harde hand en duldt hij geen politieke tegenstand. Dissidente stemmen worden gearresteerd en vaak voor het gerecht gebracht. Hierin volgt hij de lijn van zijn vader, maar gaat hij veel strikter te werk. Van Mohammed ben Nayef wordt wel gezegd dat hij weinig corrupt is en niet uit eigenbelang handelt.

## Aanslagen
In 2003 is er een mislukte aanslag op hem gepleegd door een lid van Al Qaida toen een zelfmoordterrorist een bom in zijn nabijheid liet ontploffen. Mohammed ben Nayef kwam er vanaf met een lichte verwonding, maar het maakte hem veel alerter voor terrorisme. Ook in augustus 2010 was er een mislukte aanslag op hem.

## Links
- Saudische koning stelt nieuwe kroonprins aan
- (en)  Meet the Saudi royal family’s rising star, Prince Mohammed bin Nayef
- (en)  Saudi king resets succession to cope with turbulent times